# Interkerkelijk Vredesberaad

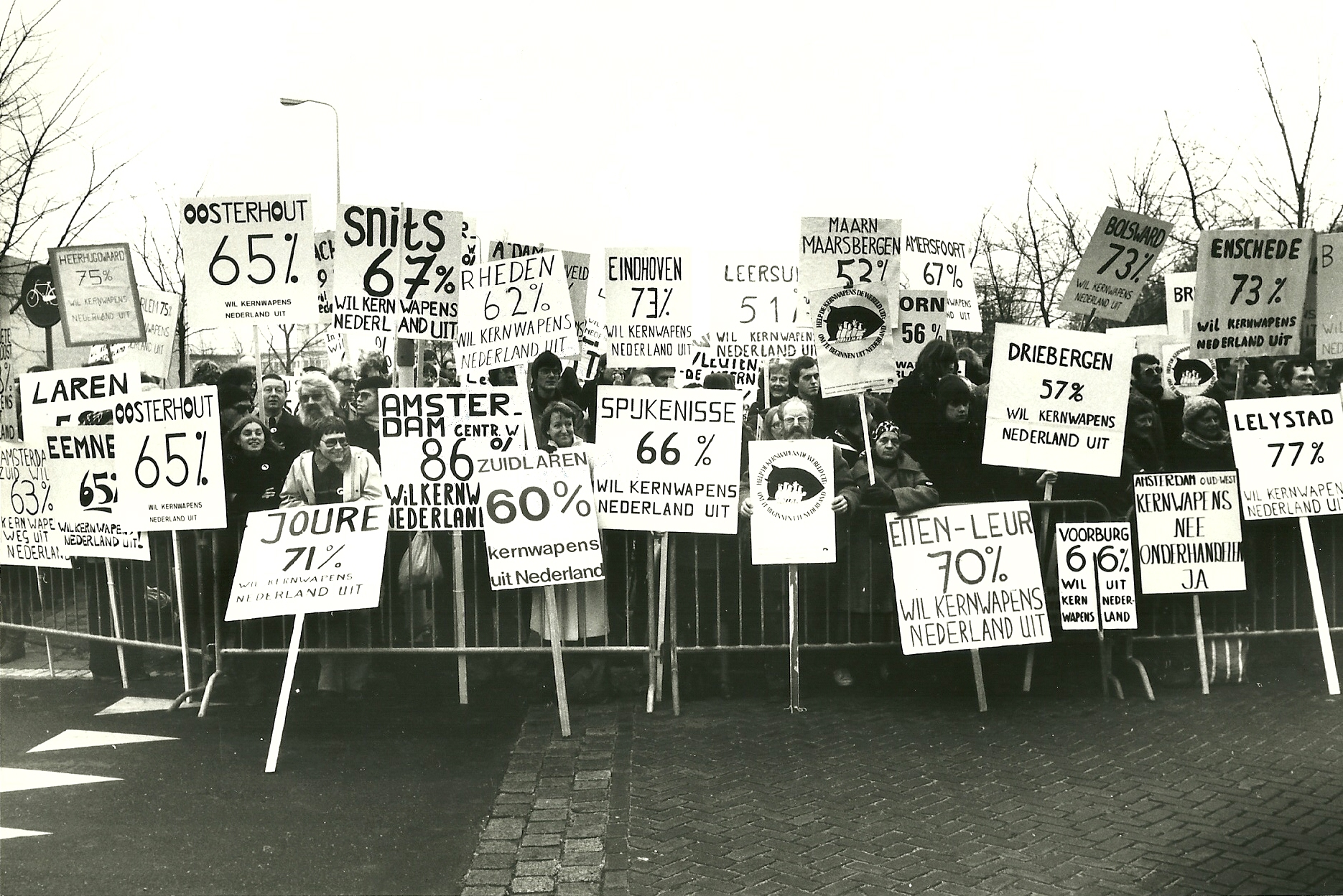
Vertegenwoordigers van ca. 100 IKV kernen maken in september 1979 bij het Catshuis de uitslagen bekend van plaatselijke peilingen over het IKV-voorstel 'Help de kernwapens de wereld uit, om te beginnen uit Nederland'

Het Interkerkelijk Vredesberaad, beter bekend onder de afkorting IKV, is een oecumenische Nederlandse vredesbeweging.

## Ontstaan uit negen kerken
Het IKV werd opgericht op 7 november 1966 als een interkerkelijk lichaam dat zich aan vredesvraagstukken wilde wijden. Het initiatief bracht negen lidkerken bijeen: de Rooms-Katholieke Kerk, de Nederlandse Hervormde Kerk, de Gereformeerde Kerken in Nederland, de Evangelisch-Lutherse Kerk, de Oudkatholieke Kerk, de Remonstrantse Broederschap, de Doopsgezinde Broederschap, de Quakers en de Evangelische Broedergemeente. Formeel werd de formule dat deze 9 kerken het IKV in staat stelden om op eigen verantwoordelijkheid maar wel met een 'interkerkelijke' zending, te mogen spreken en te handelen, maar daarover ook regelmatig aan de kerken verantwoording te moeten afleggen.
De belangstelling binnen de kerken voor het vredesvraagstuk was in de jaren zeventig binnen de kerken sterk in ontwikkeling. Binnen de katholieke kerk was de pauselijke encycliek Pacem in Terris (1963) daar al aan voorafgegaan en zij kende al sinds 1945 een eigen internationale katholieke vredesbeweging: Pax Christi met haar eigen Nederlandse tak Pax Christi Nederland. In de Nederlandse Hervormde Kerk vormde het herderlijk schrijven "Het vraagstuk van de kernwapens" (1962) waarin het gebruik van kernwapens werd afgewezen, een belangrijke impuls om naast het onafhankelijke en pacifistische Kerk en Vrede dat een pacifistische signatuur heeft, het vredeswerk van de eigen kerk ter hand te gaan nemen. Richtinggevend werd ook de rede die Ben ter Veer in 1966 houdt voor een internationaal Pax Christi gezelschap over het belang van het scheppen van een vredesklimaat waar hij een educatieve strategie voor uitzette. Ter Veer werd later IKV-voorzitter.
Het IKV is vooral bekend vanwege de jaarlijkse Vredesweek die in de maand september wordt gehouden. De eerste Vredesweek vond plaats in 1967. In veel kerken wordt dan aandacht besteed aan vredesvraagstukken, met behulp van de daarvoor samengestelde Vredeskrant, die in de topjaren een oplage binnen de kerken van 400.000 exemplaren bereikte. Jarenlang was Laurens Hogebrink de hoofdredacteur. Hogebrink, werkzaam bij de Raad voor Overheid en Samenleving van de Nederlandse Hervormde Kerk was ook de auteur van de veelbesproken Handreiking over de kernwapens (het Blauwe Boekje).
De eerste algemeen secretaris van het IKV, Carel ter Maat combineerde zijn werk nog met het secretarisschap van Pax Christi. Hij werd opgevolgd door Jan ter Laak (1968-1974), die weer later Pax Christi-secretaris zou worden. Vanaf 1974 tot 2003 was Mient Jan Faber algemeen secretaris en het boegbeeld van het IKV.

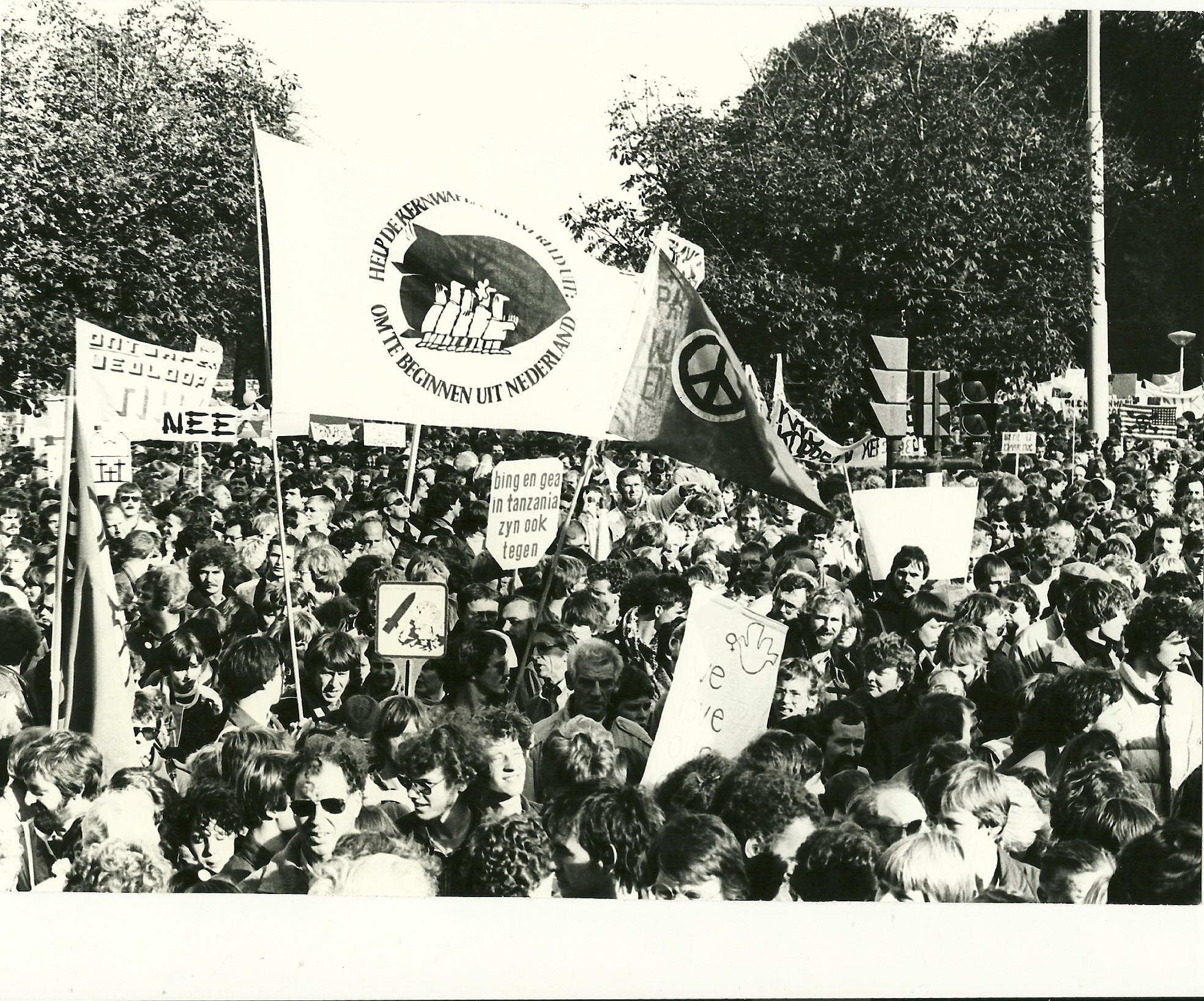
In Den Haag kwamen op 29 oktober 1983, georganiseerd door het KKN, waar het IKV een van de leidende krachten van was, circa 550.000 demonstranten bijeen om te protesteren tegen de plaatsing van nieuwe kernwapens. Het was de grootste demonstratie ooit in Nederland gehouden.

## De campagne tegen de kernwapens (1977-1983)
Tijdens de Vredesweek van 1977 lanceerde het IKV een campagne tegen de kernwapens, onder het door Ben ter Veer bedachte motto en voorstel: Help de kernwapens de wereld uit, om te beginnen uit Nederland. Ben ter Veer ontwikkelde dit 'voorstel' omdat hij vond dat de 'bevriezingsfunctie' van het kernwapen de democratisering van Oost-Europa in de weg stond. De Oost-Europeanen betaalden volgens Ter Veer de prijs voor de vrijheid die het Westen genoot. Het voorstel was bedoeld als een eenzijdige stap om een meerzijdig proces van nucleaire ontwapening en ontspanning en democratisering op gang te brengen. De 'educatieve' vredesbeweging sloeg aan. Binnen enkele jaren zijn er ruim 400 lokale groepen met zo'n 4000 activisten aan het studeren, politiseren en ook theologiseren, want het was een kerkelijke beweging. Voor alle aspecten van het werk kwamen er werkgroepen: politieke actie, theologie, kerken, vredesweek. Wetenschappelijk kwam er steun van nieuwe universitaire instituten die het vak polemologie gingen beoefenen. Onder andere Philip Everts in Leiden, Henk Gerritsma in Groningen en Ben Schennink in Nijmegen steunden met hun onderzoek het werk van de vredesbeweging.
Onder de stuwende leiding van Mient Jan Faber kwam een krachtige politieke lobby van de grond die door plaatselijke activisten werd gedragen. Gied ten Berge en Herman de Lange maakten een eerste onthullend rapport over wapensystemen en opslagplaatsen voor kernkoppen in Nederland. Faber zette de eerste stappen voor de internationalisering van de IKV-campagne.
In het najaar van 1979 nam de NAVO het zogenaamde NAVO-dubbelbesluit: 572 middellangeafstandwapens met een kernkop (464 Tomahawk-kruisvluchtwapens en 98 Pershing II-raketten), waarvan 48 in Nederland. In het CDA stemden onder druk van de IKV-lobby op 6 december 1979, tien zogenaamde dissidenten tegen het NAVO-dubbelbesluit. Ondertussen werd vanuit de CPN actie gevoerd tegen een andere Amerikaanse nucleaire noviteit: de neutronenbom, waarover het bestuurslid Laurens Hogebrink in 1978 een serie onthullende artikelen schreef. Als Nederland een voorbehoud maakt voor wat betreft de plaatsing van de 48 kruisraketten, lijkt het verzet in het CDA gebroken. Dan ontwikkelt het IKV zich in hoog tempo tot de spil van een mega-demonstratie van 420.000 mensen in Amsterdam op 21 november 1981 tegen de stationering van nieuwe kernwapens in Europa. Jannie Kuik werd in die periode aangesteld als opbouwwerkster van de plaatselijke kernen en kreeg de Werkgroep Begeleiding Kernen onder haar hoede.
In 1981 werd het plaatsingsbesluit door Nederland opnieuw uitgesteld, onder verwijzing naar de onderhandelingen die inmiddels in Genève op gang waren gekomen. Maar het IKV verwachtte niets van de dubbelzinnige nuloptie, het Amerikaanse voorstel, wat daar toen voorlag: geen stationering en de ontmanteling van de kernwapens die op land staan opgesteld. De Russen gingen niet akkoord met deze 'uitruil' van de Amerikaanse Pershings en hun eigen SS-20-raketten; de SS-20-raketten konden het Verenigd Koninkrijk niet bereiken, maar de Pershings de USSR omgekeerd wel. De Russen wilden bovendien de Franse en Britse kernwapens in de ruil meetellen. Wat dreigde was dat de Russen hun SS-20-raketten bij zouden blijven plaatsen en de 'modernisering' aan NAVO-kant gewoon door zou gaan.
Na 1981 nam de internationalisering van de campagne een grote vlucht. Het IKV nam het initiatief tot het oprichten van een internationale van gelijkgezinde organisaties: het International Peace Communication and Coordination Center. De politicoloog Wim Bartels werd de voorzitter van dit IPCC. Hij ontwikkelde net als Faber contacten tussen de Westeuropese vredesbeweging en de dissidenten in de Soviet Unie, de DDR, Hongarije en Tsechoslowakije. Bartels verliet onder het oog van de internationale media een manifestatie van de Wereldvredesraad in Moskou, waar hij kort het woord mocht voeren, maar toch aanliep tegen de censuur. Door de groei van het IPCC kwamen ook communistisch georiënteerde bewegingen, zoals Stop de Neutronenbom, definitief in een bijrol. In dezelfde periode sloot het IKV zich aan bij het European Nuclear Disarmament (END) van Edward Thompson, dat in de jaren erop verschillende grote conventies zou gaan organiseren, waarop in het bewapeningsvraagstuk voortdurend werd verbonden met democratiserings- en mensenrechtenvraagstukken.
Op 29 oktober 1983 was het IKV opnieuw de spil van een grote massademonstratie: dit maal in Den Haag met 550.000 demonstranten. Organisator was dit keer het Komitee Kruisraketten Nee waarin, naast het IKV, ook de FNV, Pax Christi, Stop de Neutronenbom, de Vereniging van Dienstplichtige Militairen en de politieke partijen PvdA, D'66, CPN, PPR en PSP zaten. Er was nu sprake van vooral een 'links' verzet tegen het 'rechtse' CDA. Hierdoor kwam het IKV in een lastige positie. Een laatste poging in 1985 tot verbreding van het kernwapenverzet, in de vorm van een zogeheten Volkspetitionnement, 3,75 miljoen handtekeningen werden opgehaald, mocht politiek ook niet baten. Het CDA bewoog niet en het IKV zat klem. Toen door toedoen van partijleider Michael Gorbatsjov in de Sovjet-Unie er een einde kwam aan de Koude Oorlog en de kruisraketten in Nederland daarom niet werden geplaatst, veranderde het IKV van koers en maakte zich na 1986 meer en meer sterk voor democratie en mensenrechten in met name Oost-Europa. Later ook in het Midden Oosten.

## Ontspanning van onderop (1981-1995)
De staatsgreep van Wojciech Jaruzelski op 13 december 1981 in Polen om Solidarność te onderwerpen, uit angst dat anders de Russen dat zouden komen doen, had het vraagstuk van de communistische dictaturen in Oost-Europa al voor op de agenda van het IKV geplaatst. Tijdens zijn toespraak op het Museumplein in 1981, vlak voor de staatsgreep in Polen, had Faber met veel oratorisch effect voor de demonstranten de noodzaak van een verbinding geschetst tussen dissidenten in Oost-Europa en de vredesbeweging in West-Europa: Hun politiek is onze politiek!
Diverse initiatieven volgden om die verbondenheid gestalte te kunnen geven: de conventies van END in Perugia, Amsterdam en Helsinki/Tallinn, het Europees Oecumenisch Netwerk (en haar zogenaamde 10-10-10 bijeenkomsten van groepen deelnemers uit twee Oostbloklanden en Nederland), bezoeken aan de leiders van Solidarność en Charta '77, waaronder Václav Havel, steun aan een organisatie van dienstweigeraars in Tsjecho-Slowakije, bezoeken aan mensenrechtenactivisten in de Sovjet-Unie, een Nederlands-Hongaarse Vredesweek, steun aan het grote netwerk van lokale kerkelijke contacten in met name Oost-Duitsland (DDR), maar deels ook in Polen en Hongarije. Dit werk werd niet zelden effectief gefrustreerd en door geheime diensten, vooral die van de Stasi in de DDR. Mient Jan Faber, Wolfgang Müller, Wim Bartels en Gied ten Berge werd de toegang tot de DDR ontzegd. Mient Jan Faber, Ben ter Veer en Jan ter Laak werden Tsjecho-Slowakije uitgezet. Dominee Klaas Eldering onderhield het contact met László Tőkés, die het verzet tegen Nicolae Ceaușescu ging bundelen. IKV-medewerkster Janneke Houdijk kon wel naar de DDR blijven reizen. Naderhand bleek uit haar dossier dat de Stasi, overigens zonder resultaat, geprobeerd heeft haar in zijn activiteiten in te weven. In 1989 vond de 'Wende' plaats, ofwel de val van de muur tussen Oost- en West-Duitsland.

## Van vredesbeweging naar projectenorganisatie (1991-2007)
De val van het communisme verliep in de meeste landen opmerkelijk vreedzaam, behalve in Joegoslavië. Het land splitste zich op, overal ontstonden oorlogen. In deze jaren ontwikkelde het verzet tegen deze oorlogen zich bij het IKV tot eerste prioriteit. Het IKV organiseerde een Vredeskaravaan, ijverde voor stationering van veel blauwhelmen, nodigde Servische studentenleiders naar Nederland, richtte Burgerforums op, pleitte voor een sterke civiele en internationale, militaire aanwezigheid in Kosovo (troepen op de grond, geen bombardementen), trachtte de dialoog tussen Serviërs en Kosovaren weer op gang te brengen, richtte zich op safe havens (lokale protectoraten) in Bosnië, enzovoorts. De massamoord in Srebrenica kon hierdoor niet worden voorkomen en bleef ook voor het IKV lange tijd een open wond. Dat kwam mede omdat vanuit Pax Christi door Jan ter Laak en Bas Roufs grote twijfel was geuit over de mogelijkheid om zonder scheiding van bevolkingsgroepen de Bosnische moslims werkelijk te kunnen beschermen, terwijl Faber op het standpunt bleef staan dat er met etnische zuivering niet viel te sjoemelen. De massamoord in Srebrenica zou het kabinet-Kok II in april 2002 alsnog ten val brengen.
Nadien voerde Faber in mei en juli 2002 in het weekblad Hervormd Nederland over het IKV standpunt ook nog een open briefwisseling met zijn oud-medewerker Gied ten Berge die zijn eigen visie had herzien en die vond dat het IKV ook zichzelf in de ogen moest kijken en niet alleen de Nederlandse VN-militairen die volgens hem in een onmogelijke situatie waren gebracht, moest aanklagen. Voor het religieus Genootschap der Vrienden de Quakers, een van de oprichters van het IKV, was in het voorjaar van 1999 het propageren door het IKV van gewapende inzet in voormalig Joegoslavië oorzaak geweest van het opschorten van haar lidmaatschap van het IKV, wat twee jaar later leidde tot de opzegging ervan.
Het IKV ging zich projectmatig op steeds meer verschillende regio's richten, onder andere in de Kaukasus en op de Molukken. In Noord-Afrika en het Midden-Oosten werden onder leiding van Wim Bartels verschillende projecten bijeen gebracht onder de naam Euro-Arabische Dialoog (EAD). Het IKV ontwikkelde zich onder invloed van de nieuwe oorlogen steeds meer tot een 'a-pacifistische' organisatie voor conflictbeheersing waarvan het zwaartepunt van het werk steeds meer opschoof naar de conflictgebieden. Van plaatselijke kernen was steeds minder sprake en ook de relaties met de kerken kregen minder aandacht. In 1990 pleitte het IKV met betrekking tot de Golfoorlog voor een politieke oplossing, maar ook voor internationale militaire presentie. In Irak was Mient Jan Faber eind 2002 en begin 2003 voor militair ingrijpen. Het bracht hem in aanvaring met onder andere de Raad van Kerken. De voorzitter van Pax Christi, bisschop Ad van Luyn, sprak nu de demonstranten toe, Faber liep niet mee. Het maakte zijn positie steeds eenzamer. In 2003 werd de functie van Algemeen Secretaris opgeheven en trad hij terug. Vanaf dat moment kwam het IKV onder leiding van een directeur. In april 2004 werd Faber bijzonder hoogleraar Citizen's Involvement in War Situations aan de Vrije Universiteit in Amsterdam, gesponsord door het IKV. Bij het jubileum van het IKV in 2006 onderging hij alsnog een huldiging.
Ondertussen had het IKV zich, net als Pax Christi, stap voor stap ontwikkeld van Ter Veers 'educatieve' vredesbeweging 'van onderop' tot een middelgrote NGO, een projectenorganisatie die zijn steun materieel en fysiek niet meer zoekt bij de kerken, maar die werkt met professionals, betaald met subsidies van de overheid. Dit sloot aan op de organisatiekundige trend rond de eeuwwisseling waarbij veel maatschappelijke organisaties hun 'vertegenwoordigingsmodel' afschaften ten gunste van het 'deskundigheidsmodel'. In 2007 fuseerden beide 'werkorganisaties' tot één bureau van deskundigen: IKV Pax Christi. Besturen en de kerkelijke achterban kwamen nu ook formeel op afstand van het dagelijkse werk te staan, waarin medewerkers, projectpartners in conflictgebieden en de criteria van de subsidiegever de norm gingen bepalen. Twee 'identiteitsmedewerkers', moesten voortaan de relatie onderhouden met de katholieke en protestantse achterban. In 2007 sprak het nieuwe samenwerkingsverband, waar Jan Gruiters de directeur van is, zich uit tegen verdere Nederlandse medewerking aan de oorlog in Afghanistan in het kader van de strijd tegen terrorisme, maar er werden geen acties door de achterban in het vooruitzicht gesteld.

## Voorzitters
- Philip Everts 1975
- Chiel von Meijenfeldt (1975-1977)
- Ben ter Veer (1977-1985)
- Jan van Putten (1985-1986)
- Ien van den Heuvel (1987-1991)
- Frans-Bauke van der Meer (1991-2000)
- Marijke van Grafhorst (2000-2007)
- Jan Pronk (2007-2011)
- Ineke Bakker (2011-heden)

## Algemeen Secretarissen
- Carel ter Maat (1966-1968)
- Jan ter Laak (1968-1974)
- Mient Jan Faber (1974-2003)